# 小行星3691
小行星3691（英語：3691 Bede）是一颗围绕太阳公转的小行星。1982年3月29日，L. E. González在Cerro El Roble发现了此天体。
这颗小行星的绝对星等为234.9399141813757等。